# Nenad Šalov
Nenad Šalov (* 6. října 1955,  Split) je bývalý jugoslávský fotbalista chorvatské národnosti, záložník.

## Fotbalová kariéra
V jugoslávské lize hrál za Hajduk Split, nastoupil ve 201 ligových utkáních, dal 19 gólů a s Hajdukem vyhrál čtyřikrát ligu a pětkrát pohár. Od roku 1985 hrál v nižších německých soutěžních za týmy Viktoria Aschaffenburg, SV Darmstadt 98, Sportfeunde/DJK Freiburg a 1. FSV Mainz 05. V Poháru mistrů evropských zemí nastoupil v 8 utkáních a dal 2 góly, v Poháru vítězů pohárů nastoupil v 5 utkáních a v Poháru UEFA nastoupil v 11 utkáních a dal 1 gól. Za reprezentaci Jugoslávie nastoupil v roce 1980 v kvalifikačním utkání Mistrovství světa ve fotbale 1982 v Itálii. 

## Ligová bilance
| Ročník                                    | Zápasy | Góly | Klub                   |
| ----------------------------------------- | ------ | ---- | ---------------------- |
| Jugoslávská Prva liga 1973/1974           | 2      | 0    | Hajduk Split           |
| Jugoslávská Prva liga 1974/1975           | 7      | 1    | Hajduk Split           |
| Jugoslávská Prva liga 1975/1976           | 0      | 0    | Hajduk Split           |
| Jugoslávská Prva liga 1976/1977           | 2      | 0    | Hajduk Split           |
| Jugoslávská Prva liga 1977/1978           | 20     | 1    | Hajduk Split           |
| Jugoslávská Prva liga 1978/1979           | 25     | 1    | Hajduk Split           |
| Jugoslávská Prva liga 1979/1980           | 28     | 2    | Hajduk Split           |
| Jugoslávská Prva liga 1980/1981           | 34     | 2    | Hajduk Split           |
| Jugoslávská Prva liga 1981/1982           | 29     | 5    | Hajduk Split           |
| Jugoslávská Prva liga 1982/1983           | 30     | 6    | Hajduk Split           |
| Jugoslávská Prva liga 1983/1984           | 20     | 1    | Hajduk Split           |
| Jugoslávská Prva liga 1984/1985           | 6      | 0    | Hajduk Split           |
| 2. německá fotbalová Bundesliga 1985/1986 | 25     | 4    | Viktoria Aschaffenburg |
| 2. německá fotbalová Bundesliga 1986/1987 | 16     | 2    | Viktoria Aschaffenburg |
| 2. německá fotbalová Bundesliga 1986/1987 | 14     | 1    | SV Darmstadt 98        |
| CELKEM 1. jugoslávská liga                | 277    | 13   |                        |
| CELKEM Premier League                     | 12     | 0    |                        |